# Stolonica vermiculata
Stolonica vermiculata is een zakpijpensoort uit de familie van de Styelidae. De wetenschappelijke naam van de soort is voor het eerst geldig gepubliceerd in 2005 door Kott.